# Egyptienne

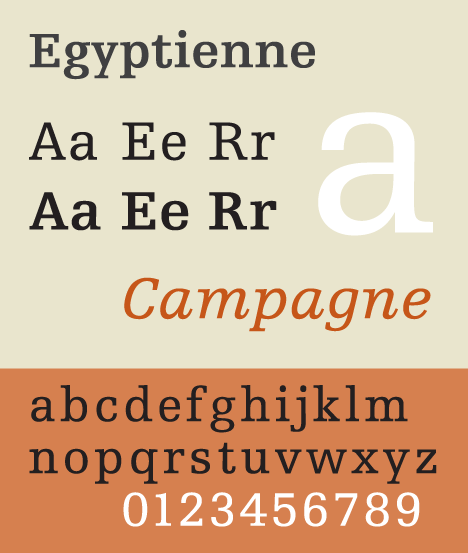
Egyptienne

Egyptienne é uma fonte serifada desenvolvida em 1956 por Adrian Frutiger.